# Callers of Newcastle
Os Callers of Newcastle foi um torneio masculino de golfe no circuito europeu da PGA em 1977. Foi disputado no Whitley Bay Golf Club, na Whitley Bay, Inglaterra e foi vencido pelo sul-africano John Fourie em um playoff contra Peter Butler, Ángel Gallardo e Tommy Horton. Todos haviam terminado empatados com uma pontuação de 282 (–6). O prêmio foi de 7.000 €.

## Campeão
| Ano  | Campeão     | País          | Pontuação | Par | Margem de vitória | Vice-campeões                            |
| ---- | ----------- | ------------- | --------- | --- | ----------------- | ---------------------------------------- |
| 1977 | John Fourie | África do Sul | 282       | −6  | Playoff           | Peter Butler Ángel Gallardo Tommy Horton |